# Йонас Сандквіст
Йонас Сандквіст (швед. Jonas Sandqvist, нар. 6 травня 1981, Еслев) — шведський футболіст, що грав на позиції воротаря.
Виступав, зокрема, за клуби «Ландскруна БоІС» та «Мальме», а також національну збірну Швеції.

## Клубна кар'єра
Сендквіст почав грати у футбол у клубі «Борлунда АІФ». У 1997 році голкіпер перейшов до клубу третього дивізіону «Лундс», де пробув лише рік. 1998 року перейшов до клубу другого дивізіону «Ландскруна БоІС». У 2002 році він вийшов з командою до Аллсвенскан, де в сезоні 2004 року став основним воротарем клубу.
Після того, як він також зміг проявити себе в сезоні 2005 року, його підписало «Мальме». Спочатку Сандквіст був дублером колишнього голкіпера національної збірної Маттіаса Аспера, але зміг витіснити його протягом сезону 2006 року. У сезоні 2007 року Йонас зіграв у всіх 26 іграх чемпіонату, але після кількох невдалих ігор у наступному сезоні його тимчасово замінив Душан Меліхарек. Зрештою, перед сезоном 2009 року Сандквіст знову став основним воротарем команди, але після того, як він не зміг домовитися з клубом про продовження контракту, який закінчувався в кінці сезону і вирішив покинути команду, клуб влітку придбав іншого воротаря Югана Даліна, а Йонас до кінця сезону залишався на лаві запасних.
У грудні того ж року він переїхав до Греції в «Атромітос», підписавши контракт на два з половиною роки. Незважаючи на те, що йому дали номер футболки «1», він став дублером Хрисостомоса Михайлідіса і рідко виходив на поле. А після того як на початку грудня 2010 року клуб підписав франко-камерунського воротаря Шарля Ітанджа, Сандквіст, який став лише третім воротарем команди, розірвав угоду за обопільною згодою.
Незабаром Сандквіст переїхав до Норвегії, де наприкінці березня 2011 року приєднався до футбольного клубу «Олесунн», підписавши контракт до кінця сезону. Втім і тут швед був лише запасним воротарем, підміняючи Стена Грютебуста, тому зіграв за клуб лише один матчі кубка і дві гри у Лізі Європи.
14 листопада 2011 року підписав контракт з клубом «Еребру». Йонас більшість часу був основним воротарем, але за підсумками сезону команда вищий дивізіон і Сандквіст за команду більше не грав, а у квітні розірвав контракт.
У березні 2014 року на правах вільного агента підписав контракт з ісландським «Кеплавіком». Через рік, знову на правах вільного агента, він приєднався до «Ландскруни БоІС», яка щойно була понижена до третього шведського дивізіону.
Завершив ігрову кар'єру у команді третього норвезького дивізіону «Аскер», за яку виступав протягом 2016 року.

## Виступи за збірні
2004 року залучався до складу молодіжної збірної Швеції, з якою брав участь у молодіжному чемпіонаті Європи 2004 року в Німеччині, де шведи посли 4 місце. Всього на турнірі зіграв у одному матчі групового етапу проти Швейцарії (3:1).
26 січня 2005 року зіграв свій єдиний матч у складі національної збірної Швеції, зберігши ворота «сухими» в товариській грі проти Мексики (0:0).
| Дата       | Місто     | Господарі | Результат | Гості  | Турнір           | Голи | Примітки |
| ---------- | --------- | --------- | --------- | ------ | ---------------- | ---- | -------- |
| 26/01/2005 | Сан-Дієго | Мексика   | 0 – 0     | Швеція | товариський матч | -0   |          |
| Усього     |           | Матчів    | 1         |        | Голів            | -0   |          |

## Титули і досягнення
- Володар Кубка Норвегії (1):

«Олесунн»: 2011